# Rh (dwuznak)
Rh (RH, Rh, rh) – dwuznak używany w wielu językach indoeuropejskich (język angielski, łacina).
W zapożyczeniach łacińskich z greki odpowiadał literze ρ.